# Peggau
Peggau là một đô thị thuộc huyện Graz-Umgebung bang Steiermark, nước Áo. Đô thị Peggau có diện tích 11,21 km², dân số thời điểm cuối năm 2005 là 2186 người.